# Lycenchelys monstrosa
Lycenchelys monstrosa és una espècie de peix de la família dels zoàrcids i de l'ordre dels perciformes.

## Morfologia
- Els mascles poden assolir 24,2 cm de longitud total.[4][5]

## Hàbitat
És un peix marí i d'aigües profundes que viu entre 3.200-3.229 m de fondària.

## Distribució geogràfica
Es troba al Pacífic oriental central: des del Golf de Califòrnia fins a Panamà.

## Observacions
És inofensiu per als humans.